# Asymmetrisk relation
Inom matematiken är en asymmetrisk relation en binär binär relation på en mängd X sådan att
- För alla a och b i X: om a är relaterad till b, så är b inte relaterad till a.[1]

eller med matematisk notation:
{\displaystyle \forall \ a,\ b\ \in X\,(a\ R\ b\ \Rightarrow \lnot (b\ R\ a))}
Att en relation är asymmetrisk är detsamma som att den är antisymmetrisk och irreflexiv.